# Aserbaidschanische Staatliche Pädagogische Universität
Die Aserbaidschanische Staatliche Pädagogische Universität ist eine staatliche Bildungseinrichtung in Baku, die sich mit der Ausbildung von Lehrkräften beschäftigt.

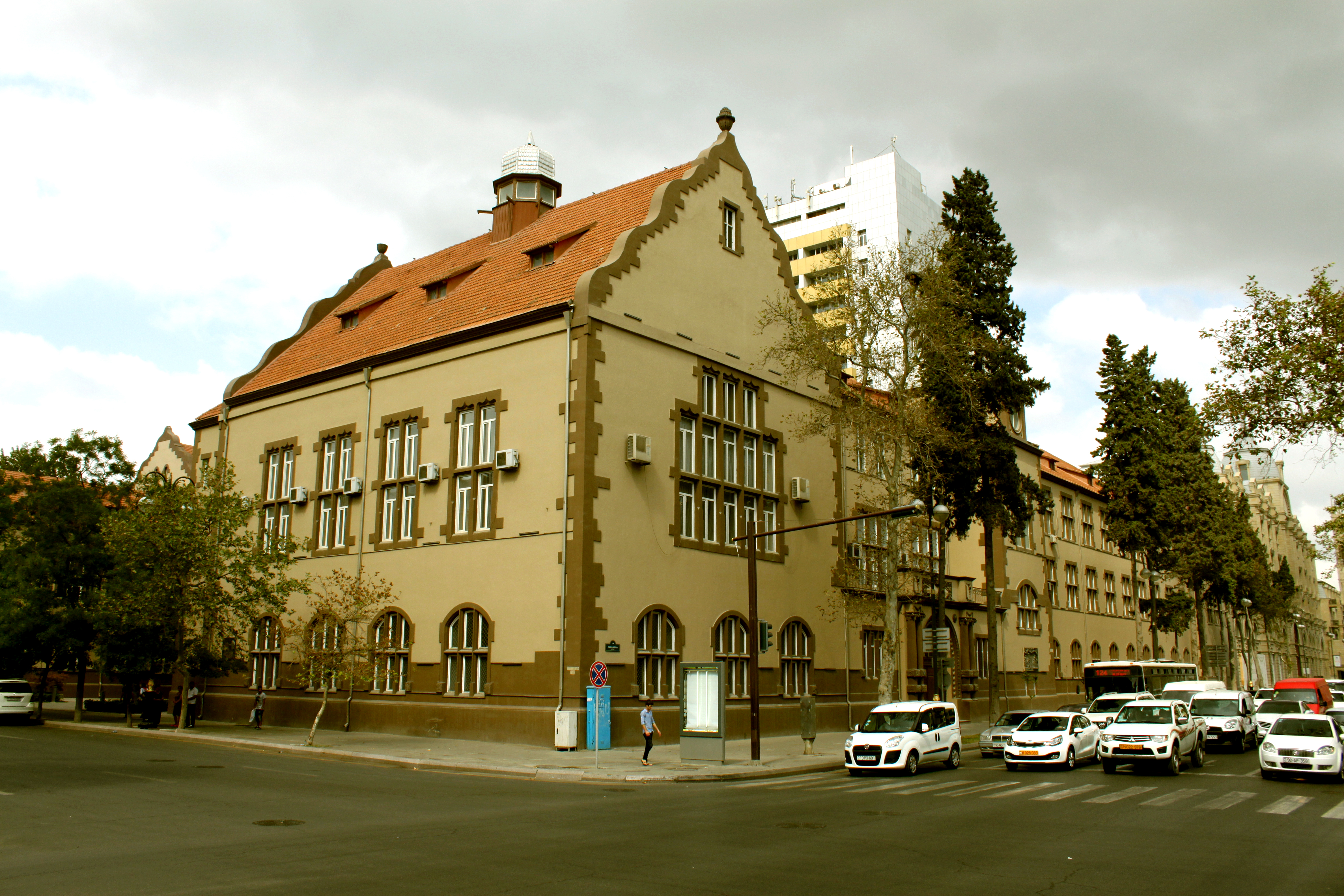
Aserbaidschanische Staatliche Pädagogische Universität

## Geschichte
Die Aserbaidschanische Staatliche Pädagogische Universität (ASPU) – (früher: Aserbaidschanisches Pädagogisches Institut) – wurde am 26. August 1921 gegründet. Das Institut wurde damals eingerichtet, um die sog. Grundschulen der Klasse I und II mit hochqualifiziertem pädagogischem Personal auszustatten. 1972 wurde der Universität der Orden des Roten Banners der Arbeit verliehen. Bis heute hatte das Institut mehr als 160.000 Hochschullehrer ausgebildet. Derzeit studieren etwa 7000 Studierende an der ASPU. Die Universität beschäftigt etwa 70 Doktoranden, mehr als 60 Professoren, etwa 300 assoziierte Professoren sowie mehr als 330 Doktoren der Philosophie. Sie bildet Lehrerinnen und Lehrer in 22 Fachrichtungen auf Bachelor- und 20 Fachrichtungen auf Master-Niveau aus.
Die ASPU ist die erste pädagogische Einrichtung in Aserbaidschan, die seit 1991 als Universität mit westlichem Modell geführt wird. Eine ihrer wichtigsten Aufgaben ist die Schaffung einer modernen Bildungsinfrastruktur und die Rationalisierung des Netzwerks der Bildungseinrichtungen, die mit dem Dekret vom 24. Oktober 2013 beschlossen wurde. Die Universität hat heute fünf Zweigstellen in Şəki, Quba, Ağcabədi, Cəlilabad und Şamaxı sowie einige Grundschulen, deren pädagogische Leitung sie übernimmt.

## Organisation

### Fachbereiche und Fakultäten
Die Universität hat 10 Fakultäten:
- Philologie
- Mathematik
- Physik
- Geografie
- Geschichte
- Graphische Kunst
- Pädagogik
- Ingenieurwissenschaften
- Biochemie
- Vorschulpädagogik

Die Ausbildung von Lehrkräften wird in folgenden Fachgebieten durchgeführt:
- Aserbaidschanische Sprache und Literatur
- Geschichte
- Mathematik
- Chemie
- Biologie
- Physik
- Geografie
- Berufsausbildung
- Musikalische Ausbildung
- Defektologie
- Militärische und körperliche Erstausbildung
- Pädagogik und Methodik der Grundschulbildung
- Pädagogik und Methoden der Vorschulerziehung

### Campus

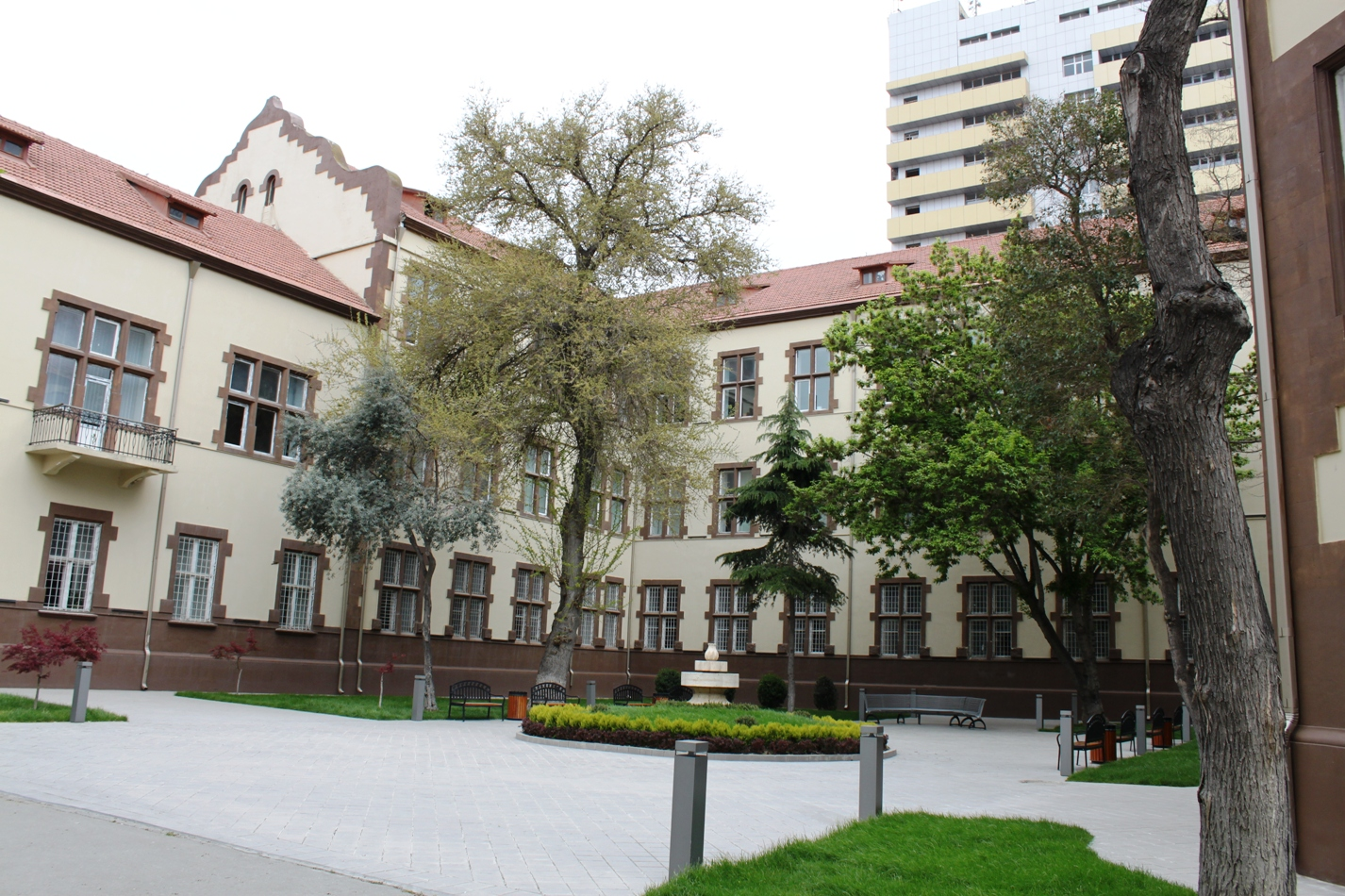
Innenhof des Bakuer Instituts

Die Universität verfügt über eine Bibliothek, Computerräume und verschiedene Lesesäle. Der Buchbestand der Bibliothek beträgt mehr als 700.000 Exemplare. Weiterhin befinden sich in den Räumlichkeiten des Instituts ein onomastisches Labor, ein zoologisches Museum und ein medizinisches Versorgungszentrum.
Die ASPU ist auch Herausgeber der monatlich publizierten universitären Zeitschrift Gənc müəllim, die über die Aktivitäten der Universität berichtet.

## Partneruniversitäten
- Pädagogische Staatliche Universität in Moskau, Russland
- Universität Arad Aurel in Vlaicu, Rumänien
- George-Washington-Universität in Washington, USA
- Kasachische Nationale Pädagogische Universität in Almata, Kasachstan
- Vytautas-Magnus-Universität in Kaunas, Litauen
- Ahmed Dahlan Universität in Yogyakarta, Indonesien
- Kultur Universität Istanbul, Türkei
- Russische Staatliche Geisteswissenschaftliche Universität in Moskau, Russland
- Die Universität von Wollongong in Dubai, VAE
- Atatürk-Universität in Erzurum, Türkei
- Staatliche Universität benannt nach M.X. Dulati in Taraz, Kasachstan
- Yüzüncü Yıl Universität in Van, Türkei
- Moldauisches Staatliches Pädagogisches Institut benannt nach Yevseveva, Moldawien
- Hacettepe-Universität in Ankara, Türkei
- Universität Kopenhagen, Dänemark
- Genfer Zentrum für Sicherheitspolitik, Schweiz